# 팽총
팽총(彭寵, ? ~ 29년)은 후한 초기의 공신이자 군웅이다. 자는 백통(伯通)이며 남양군 완현(현대의 난양시) 사람이다.

## 광무제의 공신
아버지 팽굉(彭宏)은 전한 애제 때 어양태수를 지냈으며, 왕망에게 반대하다가 죽었다. 팽총은 젊어서 군리를 지냈고 신나라 지황 연간에는 대사공 왕읍(王邑)의 사가 되었다. 신나라 말기 정치가 어지러워지면서 왕읍이 농민 반란군 중 하나로 한나라의 부흥을 목표로 하는 녹림군의 유수(후의 광무제)를 막으러 출진했는데, 팽총도 여기에 속했다가 낙양에서 동생 팽순(彭純)이 한군에 속해 있다는 것을 알게 되자 처벌을 두려워해 오한과 함께 아버지가 태수를 맡은 어양으로 도망가 아버지의 옛 관속에게 의지했다.
경시제가 신나라를 멸망시키고 한나라의 지배를 회복시켰을 때, 팽총은 동향 사람으로 경시제의 명을 받들어 유주와 병주에서 지방관을 임명할 권리를 가지고 온 알자 한홍(韓鴻)에게 발탁되어 편장군에 임명되었고 어양태수를 대행했다.
유수가 경시제의 명령으로 하북을 평정하기 위해 왔을 때, 하북에는 왕랑이 전한 성제의 아들 유자여를 자칭하고 어양과 상곡 일대를 순행했다. 백성들 일부는 왕랑을 따르고자 했으나, 팽총은 오한과 상곡태수 경황과 의논하고 유수를 따르기로 결정했다. 이에 보병과 기병 3천 명을 일으키고 오한을 장사(長史)로 삼고, 도위 엄선(嚴宣)·호군 갑연(蓋延)·호노현령 왕량(王梁)을 포함시켜 상곡의 군대와 합류해 유수에게 광아에서 만나게 했다. 유수는 경시제의 권한을 받아 팽총을 건충후(建忠侯)에 봉하고 대장군의 칭호를 주었다.
유수가 왕랑의 서울 한단을 칠 때 팽총은 군량 보급을 맡았으며, 북방의 전란에서 비교적 안전한 어양군을 통치하며 소금과 철의 전매를 통해 재화를 축적하고 세력을 키워나갔다.

## 반란
그러나 팽총은 자신의 공이 크고 유수가 자신을 홀대한다고 여겨 불만을 품었다. 팽총이 보낸 오한과 왕량이 삼공이 되었음에도 팽총에게는 아무런 승진도 포상도 없었다. 한편 팽총은 유주목 주부(朱浮)와도 갈등을 빚어 주부가 조정에 팽총을 참소했다. 26년(건무 2년), 조정에서 입조를 명하자 자신의 억울한 사정을 호소했으나 광무제(유수)가 받아들이지 않자 마침내 반란을 일으켰다.
27년, 팽총은 우북평과 상곡의 여러 현을 함락하고, 흉노와 제나라 지방의 장보와 손을 잡았다. 마침내 계성(지금의 베이징)을 함락하자, 연왕(燕王)을 일컬었다.

## 최후
팽총의 아내가 자주 흉몽을 꾸고 괴이한 징조들을 보았으며, 집에서도 기이한 일이 일어나자 점술가들과 기운을 살피는 사람들이 모두 내부에서 병란이 일어날 것이라 예언해, 자신의 종제 자후란경을 의심해 멀리 두게 했다. 29년 봄, 팽총이 재계하며 혼자 있을 때, 자밀(子密) 등 세 명의 하인이 잠든 팽총을 침대에 묶어놓고, 팽총의 명령을 사칭해 남녀 종들도 따로따로 잡아 가두었으며 팽총의 아내도 불러들였다. 팽총은 그 중 둘이 아내를 데리고 나가 재물을 챙기는 사이 다른 한 명을 재물로 설득했으나, 이 대화가 자밀에게 새어나가 허사로 끝났다. 자밀 등은 팽총에게 자신이 성문을 나갈 수 있도록 허가하는 문서를 강제로 쓰게 하고, 팽총과 아내를 참수해 그 머리를 문서와 함께 가지고 후한에 투항했다.
아들 팽오(彭午)가 새 왕으로 옹립되었으나 국사 한리(韓利)에게 목이 베여 채준에게 투항할 때 선물이 되었고, 팽총의 일족은 주멸되었다.

## 기록의 한계
팽총의 열전이 실린 《후한서》 권12의 논과 찬에서는 해당 권의 주인공들을 주목하지 않고, 이들은 단지 광무제의 정통성을 빛내는 존재이자 패망할 운명으로만 서술된다. 이에 맞추어 본인의 열전도 전반부는 일반적인 공신의 소개와 공적, 후반부는 팽총의 반란 사건에 집중되어 있으며 반란을 일으킨 동기도 정치적인 불만에 국한되어 있다. 《후한서》의 서술은 팽총의 인물상보다 반란의 경과에 집중되어 있으며, 그에 따라 팽총은 '광무제에게 거역한 사건의 주체'로서 비중 있게 다뤄질 뿐, 인물의 성격이나 내면은 거의 드러나지 않는다.

## 출전
범엽: 《후한서》 권12 왕유장이팽노열전 중 팽총